# Maria Grazia Siliato
Maria Grazia Siliato, nacida en Génova, Italia, aunque de nacionalidad suiza, es una arqueóloga e historiadora, especializada en la cultura mediterránea. Por otra parte, ha escrito varias obras de novela histórica.
Es fundadora de la Sociedad de Antigüedades Paleocristianas y Arqueología, con sede en Roma. Ha publicado al respecto diversos trabajos relativos esencialmente al Mediterráneo Oriental, desde Chipre o Estambul hasta Venecia, Nápoles o Roma.
Es viuda del compositor Giovanni Nenna, fallecido el 11 de diciembre de 1999. 

## Obra
- 1983 - Indagine su un antico delitto: La Sindone di Torino, Edizioni Piemme (ASIN: B00DDNJ5AW)
- 1985 - L'Uomo della Sindone. ed. italiana: Edizioni Piemme di Pietro Marietti, S.p.A. 1985 (ISBN 84-220-1283-9 ed. BAC 1987
- 1989 - Il mistero della Sindone Fabbri Editori (ISBN A000089616),
- 1995 - L'assedio, Arnoldo Mondadori Editore
- 1997 - Sindone: mistero dell'impronta di duemila anni fa, Edizioni Piemme
- 2005 - Caligula. Il mistero di due navi sepolte in un lago. Il sogno perduto di un imperatore, Arnoldo Mondadori Editore (ISBN 880453706X)
- 2007 - Masada, Rizzoli (ISBN 9788817013055)
- 2015 - Il sangue di Lepanto. 1571. La battaglia che ha cambiato il destino del Mediterraneo, Rizzoli (ISBN 978-88-5867805-3)

## Publicada en castellano
- 1995: 'El asedio (L'assedio), novela histórica.
- 1998: La Sábana Santa: el misterio de una impronta de hace dos mil años (Indagine su un antico delitto: La Sindone di Torino), novela histórica.
- 2006: Calígula (Caligula. Il mistero di due navi sepolte in un lago. Il sogno perduto di un imperatore), biografía.